# 35 mm Flab Panzer B22L
35 mm Flab Panzer B22L ist ein Schweizer Flugabwehrpanzer.

## Geschichte und Entwicklung
1977 wurde ein Projekt der Firmen Contraves AG, Oerlikon-Bührle und Siemens eines Flugabwehrpanzers vorgestellt. 1979 wurde der Bau von zwei Prototypen in Zusammenarbeit mit der K+W Thun beschlossen. 1979 erfolgte die Übergabe der Prototypen an die GRD. Von 1979 bis 1980 wurden die Fahrzeuge eingehenden Tests unterzogen, doch das Projekt wurde dann zu Gunsten des LW-Systems Rapier abgebrochen. Das eigentliche Waffensystem bildete der Flabturm, der vom deutschen Flugabwehrkanonenpanzer Gepard auf das um 180 mm verbreiterte Fahrgestell des Panzers 68 aufgebaut wurde. Er umfasste im Wesentlichen das Zielsuchradar, das Zielfolgeradar, die Feuerleitanlage mit Rechner und die 35-mm-Zwillingswaffenanlage.
Die Besatzung bestand aus dem Kommandanten, dem Richtschützen und dem Fahrer. Das Zielsuchradar gestattete sowohl im Stillstand wie auch während der Fahrt eine kontinuierliche und zuverlässige Luftraumüberwachung und Freund-Feind-Erkennung. Das Zielfolgeradar erfasste und verfolgte ein zugewiesenes Luftziel vollautomatisch in Seiten- und Höhenwinkel sowie in der Entfernung. Der Analogrechner berechnete die Vorhaltewinkel für die Waffen unter Berücksichtigung der Tageseinflüsse, der laufend gemessenen V0-Werte und der Verkantung des Panzers. Die Waffenanlage umfasste die beiden 35-mm-Gurtkanonen in Zwillingslafettierung, die Munitionszuführung sowie die Munitionsbehälter.
Beide Fahrzeuge waren mit den M-Nummern M+0888 und M+0889 von 1979 bis 1980 für Versuche im Truppeneinsatz. Ein Fahrzeug ist im Panzermuseum Thun ausgestellt.